# Вторжение в Савойю (1834)
Вторжение в Савойю (итал. Invasione della Savoia del 3 febbraio 1834) — попытка вторжения в Сардинское королевство, предпринятая 3 февраля 1834 года несколькими сотнями членов «Молодой Италии» и присоединившихся к ним польских и французских сторонников с целью свержения королевской власти.

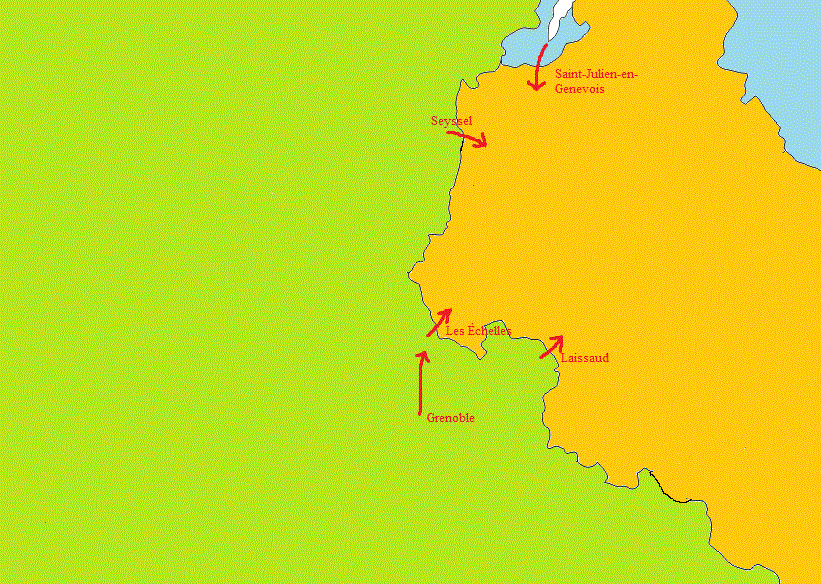
Карта-схема экспедиции 3 февраля 1834 г.

После провала в 1833 году в Сардинском королевстве первой попытки восстания, организованного «Молодой Италией», Джузеппе Мадзини, руководитель этой революционной организации, решил осуществить со своими сторонниками вторжение в Савойю. Экспедицию, финансируемую Мадзини на средства, собранные среди итальянских патриотов (сто тысяч лир), в том числе от княгини Кристины Тривульцио Бельджойозо (тридцать тысяч лир), возглавил генерал Джероламо Раморино.
Экспедиция должна была состояться в октябре 1833 года, но время от времени её приходилось откладывать сначала на ноябрь, затем на декабрь и, наконец, на февраль 1834 года, потому что Раморино растратил (чтобы выплатить свои игровые долги) средства, данные ему, чтобы организовать вторжение. Савойская полиция была полностью осведомлена о попытке вторжения и, чтобы побудить патриотов к действию и заманить их в ловушку, к ним был послан полковник Андреес, комендант форта Фенестрелле, который, притворившись их сторонником, заверил их, что по прибытии они получат оружие.
Акция предусматривала вторжение в Савойю с четырёх направлений: Сен-Жюльен, Сейссель, Лейсо и Лез-Эшель, но Раморино вскоре понял невозможность успеха и приказал своим группам отступить, но не смог выйти на связь с колонной, которая, выйдя из Гренобля, шла на Лез-Эшель.
Последняя, под командованием лейтенанта Бенедетто Алеманни, прибыла в городок Лез-Эшель и после перестрелки захватила местный участок карабинеров, взяв в плен последних. Но одному из них удалось бежать ночью и добраться до гарнизона в Ле-Пон-де-Бовуа. Подполковник Адриано д’Онье, собрав всех имевшихся в наличии людей (5 карабинеров и 40 кавалеристов), немедленно отправился в Лез-Эшель и после непродолжительной стычки отогнал мадзинистов, потерявших трех убитыми и двух захваченными в плен, обратно во Францию. Двух захваченных доставили в крепость Шамбери и после приговора расстреляли 27 февраля.
В это же время в Генуе должно было вспыхнуть восстание под руководством Джузеппе Гарибальди, который поступил на службу в сардинский военный флот для ведения революционной пропаганды среди экипажей. Однако, когда он прибыл в место, где должно было начаться восстание, он никого не нашел и, оставшись один, вынужден был бежать и найти убежище в Марселе, где, узнав о заочном смертном приговоре, в июне 1834 года отправился в Южную Америку, где продолжит борьбу за свободу народов.